# Satyrium rhynchanthoides
Satyrium rhynchanthoides är en orkidéart som beskrevs av Rudolf Schlechter. Satyrium rhynchanthoides ingår i släktet Satyrium och familjen orkidéer. Inga underarter finns listade i Catalogue of Life.